# Bouddhisme en Occident
Le bouddhisme en Occident est la résultante de flux d'écrits, d'idées, et de personnes qui ont permis à la doctrine du Bouddha Shakyamuni et aux différents courants religieux qui s'en réclament de se diffuser en dehors de leur cadre d'origine qu'est l'Asie.
Bouddhisme est un terme forgé par les Occidentaux au début du XIXe siècle pour désigner les enseignements du Bouddha et les croyances ainsi que les pratiques qui en sont issues. C'est au cours de ce siècle que le bouddhisme devient connu en Occident, d'abord dans les milieux universitaires (avec ce qui deviendra la « bouddhologie »), avant d'être progressivement popularisé par des auteurs qui sont souvent des semi-scientifiques, et de s'implanter de façon significative durant la deuxième moitié du XXe siècle, notamment dans plusieurs pays d'Europe, aux États-Unis et en Australie.

## Histoire de la diffusion du bouddhisme en Occident

### Antiquité et Moyen Âge

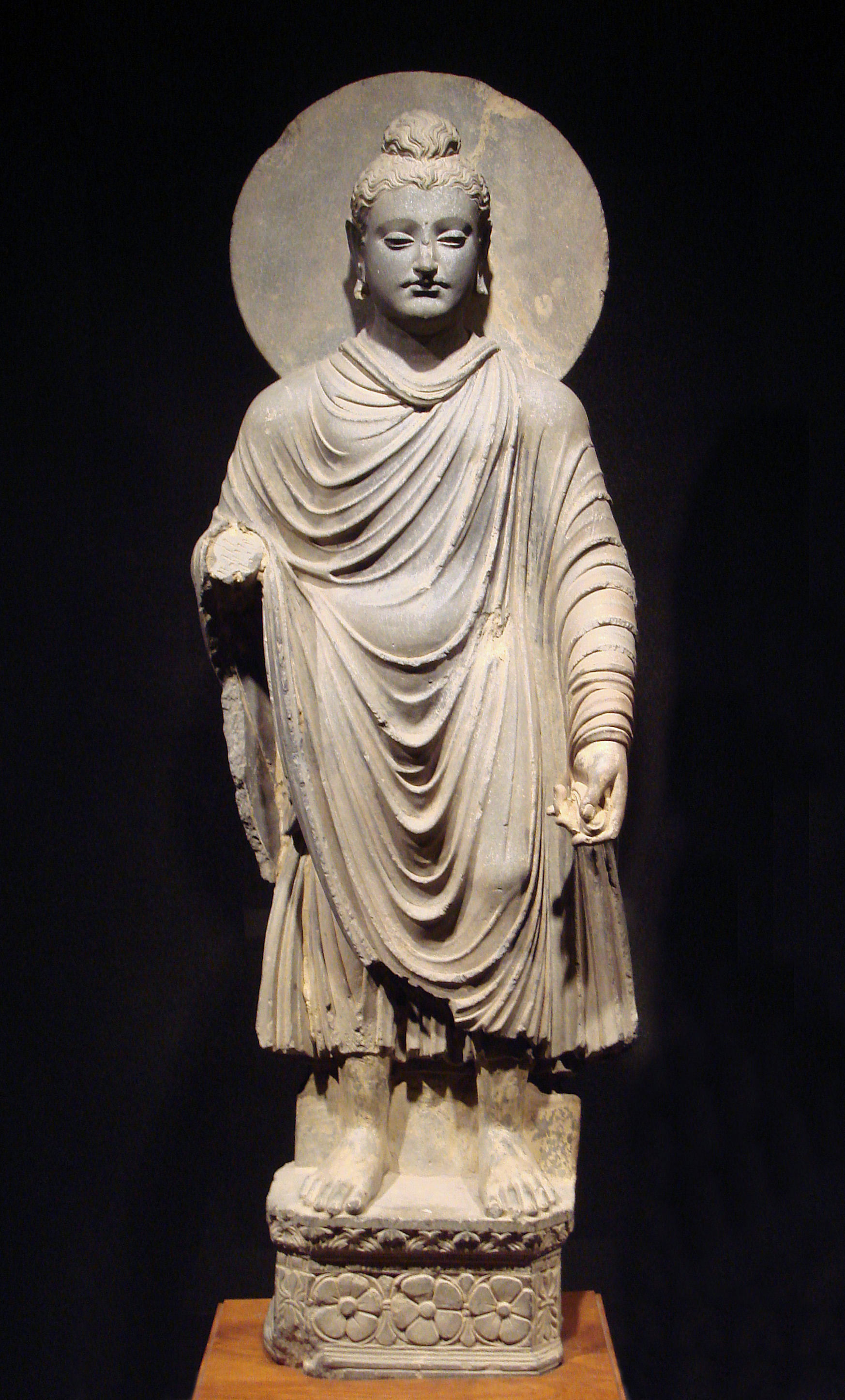
Bouddha du Gandhara,, Musée national de Tokyo

Des indianistes s'accordent pour dire que le bouddhisme semble avoir été pratiquement ignoré dans la Grèce antique. Parmi ces indianistes Sylvain Lévi le souligne d'ailleurs à la fin du XIXe siècle, : « Malgré les relations ininterrompues du monde hellénique avec l'Inde, puis l'expédition d'Alexandre jusqu'aux derniers temps de l'Empire romain, la littérature grecque a presque ignoré l'existence du bouddhisme, ou du moins l'a fort mal connu ». On peut trouver de rares mentions du Bouddha chez des penseurs chrétiens de l'Antiquité tardive. Toutefois, l'art gréco-bouddhique du Gandhara au début de notre ère provient de la rencontre des formes artistiques d'Asie et d'Europe, et a donné naissance aux premières représentations humaines du Bouddha.
Au Moyen Âge, l'histoire de saint Josaphat (déformation de bodhisattva) semble être une adaptation chrétienne de la vie du Bouddha, diffusée en latin au XIIIe siècle à travers La Légende dorée de Jacques de Voragine.
Le Livre des merveilles de Marco Polo paru en 1298 fait découvrir pour la première fois aux Européens la vie du Bouddha telle qu'elle lui fut racontée par des moines de Ceylan, ainsi que des descriptions de rituels bouddhiques. Cette biographie du Bouddha est restée la plus complète jusqu'au XVIIe siècle.

### De la Renaissance auXVIIIesiècle
À partir de la Renaissance, des missionnaires s'intéressèrent aux diverses formes asiatiques du bouddhisme, généralement pour les critiquer. Des expéditions au Tibet sont menées au XVIIe siècle, notamment par des jésuites. Selon les descriptions rapportées, le « lamaïsme » du Tibet est rapproché du catholicisme, au point de recevoir fréquemment le nom d'« Église jaune » ou de « catholicisme d'Orient ». Le pape fait parvenir en 1738 une lettre au dalaï-lama dans laquelle il écrit : « Nous avons l'espérance motivée que, par la miséricorde du Dieu infini, vous en arriverez à voir clairement que seule la pratique de la doctrine de l'Évangile, dont votre religion se rapproche beaucoup, peut conduire au bonheur d'une vie éternelle. »

### XIXesiècle

#### Un néologisme
L’historien Michel-Jean-François Ozeray est un des premiers à utiliser en français le mot bouddisme (sic) en 1817, Ce néologisme est une invention européenne — et d'abord britannique, langue dans laquelle ce substantif apparaît en 1800 : en sanskrit, on utilise le plus souvent l'appellation buddhadharma (dharma [enseignement] du Bouddha) à côté d'autres, parmi lesquelles dharmavinaya (enseignement et discipline [vinaya]), ainsi que la traduction de ces termes dans les langues (chinois, japonais, coréen, vietnamien...) des pays où le bouddhisme s'est implanté. Bouddhisme devient courant dans les langues européennes vers 1830,.
Durant plusieurs décennies, des traités et textes bouddhistes seront traduits, non sans polémiques quant à leur interprétation. Dans la première moitié du XIXe siècle, le bouddhisme sera l'objet d'un intérêt particulier  chez les auteurs du courant romantique, qui voient en lui une sorte d'allié dans leur combat contre les idées des Lumières et le matérialisme.

#### Le bouddhisme se fait connaître
C'est avec la publication, en 1844, de l’ouvrage du grand indianiste Eugène Burnouf, Introduction à l’histoire du buddhisme indien, que le public cultivé européen et américain accède à une connaissance plus précise du sujet. Ses travaux vont susciter en Europe un engouement. Aux États-Unis, des auteurs comme H.D. Thoreau, R.W. Emerson ou W. Whitman s'enthousiasment, et il en va de même en Europe pour A. Schopenhauer, E. Renan, E. Quinet ou encore Alexander Cunningham. Mais cet enthousiasme est nourri par d'autres travaux de la bouddhologie naissante, comme la traduction de deux sûtra, le Lalitavistara par Édouard Foucaux (1847) et le Lotus de la bonne loi, aussi par Burnouf (1852).
En 1850 le père Huc publie son livre Souvenirs d'un voyage dans la Tartarie, le Thibet et la Chine (1845-1846), qui a eu une portée significative en Europe à travers douze traductions. Le récit, bien que qualifiant le lamaïsme de « religion du diable » qui ressemble au catholicisme tout en le dévoyant, témoigne d'une admiration pour les rassemblements quotidiens avec prières et chants produisant « une harmonie immense, solennelle, et qui agit fortement sur l'âme » ainsi que pour l'esprit profondément pacifique des autorités tibétaines. Le Dublin University Magazine (en) publie en 1873 un article expliquant que le bouddhisme est « la plus tolérante des religions », ce qui semble représentatif de l'opinion alors répandue en Occident.
Certains intellectuels sont enthousiasmés par l'humanisme bouddhiste, l'universalité de son message, et y voient également une certaine rationalité, tandis que d'autres critiquent vivement ses dogmes et son système religieux (en particulier le Français Jules-Barthélémy Saint-Hilaire qui voit dans le bouddhisme une religion du néant, « contraire à la doctrine chrétienne ». Il y a en tout état de cause une comparaison récurrente entre bouddhisme et christianisme.
Diverses étiquettes viennent qualifier le bouddhisme, de façon erronée. Celle de pessimisme provient du fait qu'on associe parfois le bouddhisme avec la pensée du philosophe allemand Schopenhauer, ce dernier relevant à la fin de sa vie une « admirable concordance » entre ses écrits et les enseignements du bouddhisme, qu'il découvrira progressivement après la rédaction de son œuvre Le Monde comme volonté et comme représentation parue en 1819 (il y fera des ajouts dans des éditions ultérieures pour exposer ce fait). Le bouddhisme est aussi qualifié improprement d'athéisme du fait qu'il s'agit d'une religion sans Dieu ; ainsi que de « doctrine du néant » ou d'anéantissement en référence au concept de nirvana mal compris, y compris par Hegel, qui instaure cette vision galvaudée pendant plusieurs dizaines d'années. Nietzsche, d'abord séduit par le bouddhisme en le comparant au christianisme, le qualifiera par la suite de « nihilisme ».
Selon Frédéric Lenoir, à partir de 1875, « les théosophes fondèrent le mythe moderne d'un Tibet magique et de lamas aux pouvoirs occultes exceptionnels, dépositaires de la sagesse primordiale de l'humanité, mythe auquel alla s'abreuver toute une littérature populaire de fiction ésotérique ».

#### Premières conversions
Les premières conversions connues au bouddhisme d'Occidentaux ont lieu dans les années 1880. Elles ne concernent cependant qu'une poignée d'individus. En mai 1880, Helena Blavatsky et Henry Steel Olcott se convertissent lors d'une cérémonie de prise de refuge à Ceylan. Olcott fondera à Ceylan la Buddhist Theosophical Society qui permet la création de deux cent écoles durant sa vie. Le catéchisme bouddhique (1881) qu'il a rédigé afin d'instruire les Cinghalais dans leur propre religion connaîtra une postérité notable et sera traduit dans plus de vingt langues ; il est toujours utilisé dans les écoles au Sri Lanka. D'autres occidentaux se rendent en Asie : Gordon Douglas (en) devient bhikku en 1899, suivi par l'Anglais Allan Bennett ordonné Ananda Metteyya (en) en 1902, et l'Allemand Anton W. F. Gueth, ordonné Nyanatiloka.

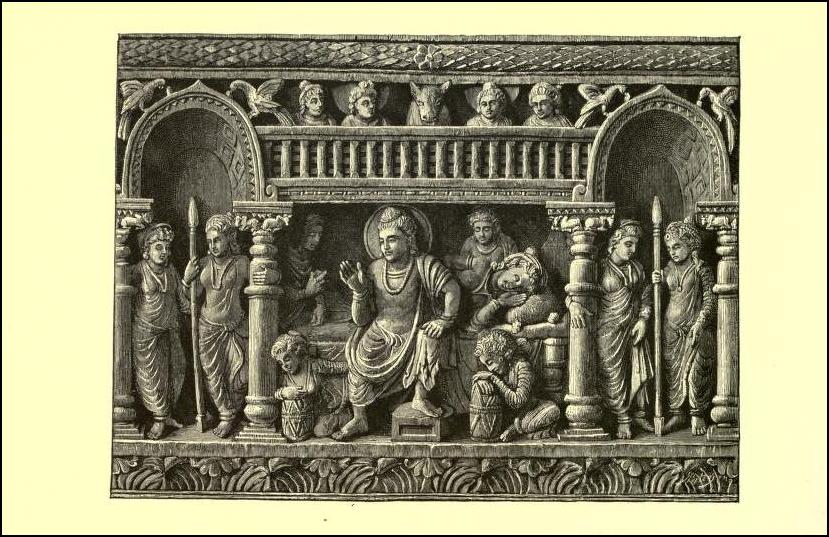
Illustration du frontispice de l'édition en anglais de The Light of Asia, 1885.

En 1879, Edwin Arnold publie The Light of Asia, (La Lumière de l'Asie), ouvrage sur la vie et les enseignements du Bouddha qui rencontre un succès durable : « trois décennies après sa publication, il avait connu une cinquantaine d'éditions en Grande-Bretagne, et quatre-vingts aux États-Unis, où sa diffusion a dépassé le million d'exemplaires ».

#### Parlement mondial des religions
La première édition du Parlement mondial des religions s'est tenue à Chicago en 1893 et a permis de faire mieux connaître diverses traditions religieuses, dont des écoles bouddhistes telles que le Theravada, le Zen, le Nichiren, la Terre pure : « L'accueil favorable qui a été réservé à leurs représentants et le succès qu'a immédiatement rencontré leur message ont ouvert la voie à une prédication massive sur le continent américain : le Cinghalais Anagarika Dharmapala, le Japonais Shaku Soyen et bien d'autres entreprennent alors de multiples voyages qui vont les mener, à la charnière du XXe siècle, à travers l'Europe et l'Amérique ».

### XXesiècle

#### 1900-1960
Les migrations asiatiques vers l'Occident ont été un facteur prépondérant de propagation du bouddhisme aux États-Unis et en Europe durant ce siècle. Selon l'anthropologue Lionel Obadia : « Le bouddhisme ne prend véritablement corps en Occident qu'avec la fondation de communautés de pratiquants qui sont toutes créées par des sympathisants et des convertis occidentaux. La toute première communauté bouddhiste occidentale naît en Allemagne : la Mission bouddhiste de Leipzig (1903) initiée par l'orientaliste Karl Seindentrücker ». Néanmoins, l'implantation d'un monachisme bouddhiste selon la rigoureuse tradition du theravada est plutôt un échec, car il est trop exigeant pour les Européens.

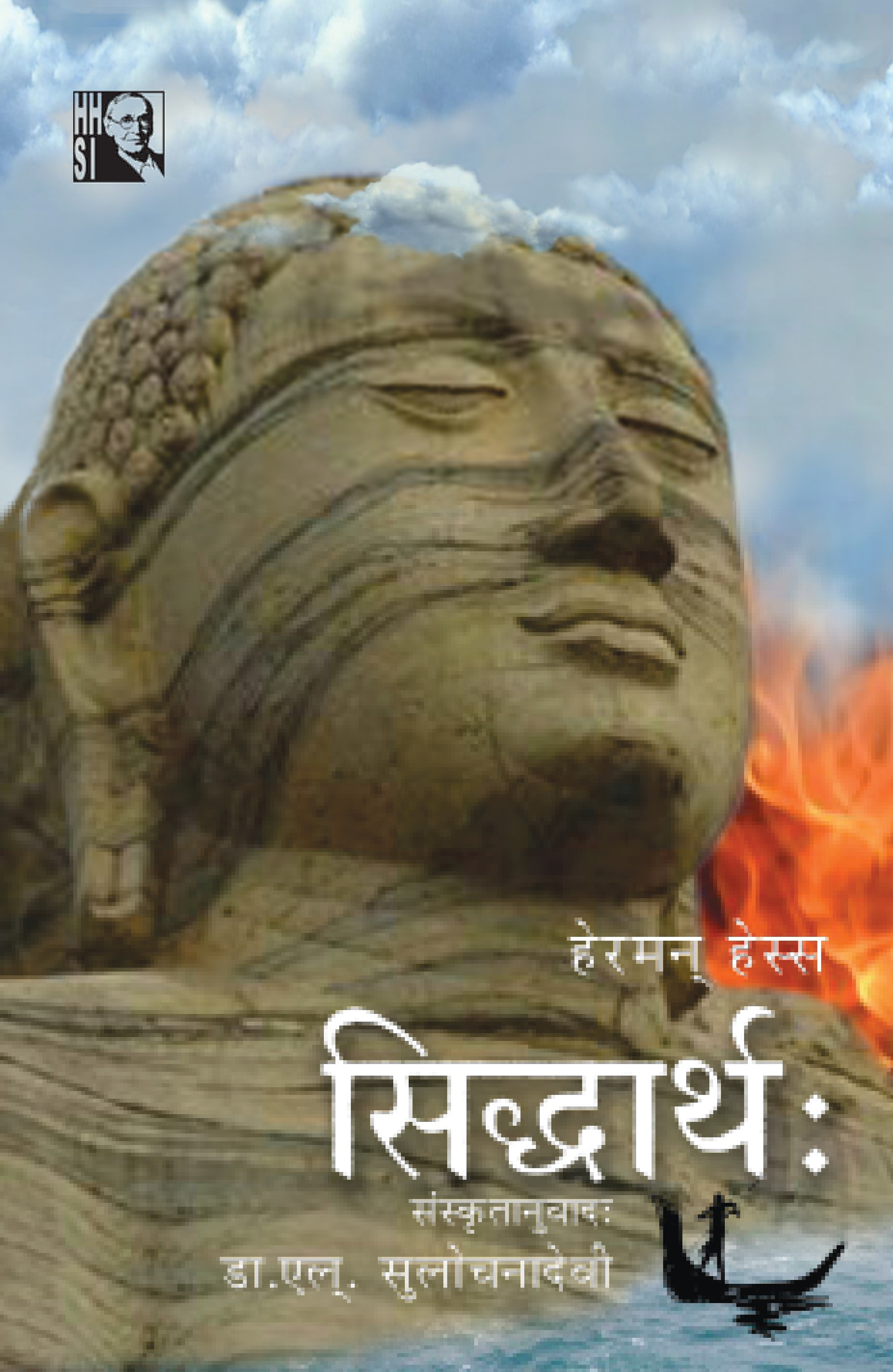
Couverture d'une édition en sanskrit de Siddhartha.

Durant les années  1920, l'écrivain allemand Hermann Hesse publie son roman Siddharta (1922), qui connaîtra à partir des années 1960 un succès mondial. Deux ans plus tard, en 1924, l'avocat britannique Christmas Humphreys (en) crée la première organisation qui aura un véritable impact dans la diffusion des différentes traditions du bouddhisme en Grande-Bretagne : The London Buddhist Society qui —succède à The Buddhist Society of Great Britain and Ireland créée en 1907.
Alors que le Tibet est encore une « cité interdite », Alexandra David-Neel parvient à y pénétrer en se faisant passer pour une mendiante. Elle raconte son périple dans Voyage d'une Parisienne à Lhassa, publié en 1927 trois ans après son exploit. Le livre connaît un grand succès en Europe. Selon Lenoir, « plus que toute autre, elle joue en Occident, au XXe siècle, ce rôle de communicateur et de catalyseur de la religion tibétaine ». Elle publiera en tout une quarantaine d'ouvrages, en grande partie sur le bouddhisme tibétain et le Tibet.
À partir des années 1930, le japonais Daisetz Teitaro Suzuki joue un rôle notable dans la propagation des idées du bouddhisme zen chez les intellectuels européens et américains. Ses Essais sur le bouddhisme zen, publiés en trois volumes entre 1930 et 1934, en font le premier interprète de la pensée zen en Occident, bien que son apport ait par la suite été critiqué du fait de son prosélytisme et d'une certaine condescendance. Deux maîtres japonais (parmi quelques autres) participèrent ensuite à la diffusion du zen en Occident, en y ouvrant des lieux de pratiques (dojos) et en développant des sangha : Shunryu Suzuki aux États-Unis à partir des années 1960, et Taisen Deshimaru en France à partir des années 1970. Le sangha de Deshimaru essaimera en Europe, et il est regroupé dans une association que fondera le maître japonais, l'Association Zen Internationale.
Le Troisième Œil de Lobsang Rampa, publié en Grande-Bretagne en 1956 et en France en 1957, prétend rapporter la vie d'un maître tibétain. L'ouvrage eut un impact certain dans l'imaginaire occidental, même s'il a été démontré par la suite qu'il s'agit d'une fiction.

#### Après 1960
À partir des années 1960, un « boum » se produit en Occident, entraînant la popularisation des traditions zen et tibétaine : « la très rapide progression dans le paysage religieux occidental du bouddhisme tibétain [à partir des années 1970] ira jusqu'à rejoindre et parfois dépasser le zen en termes de popularité et de vocations religieuses ». Des maîtres tibétains tels que Kalou Rinpoché et Chögyam Trungpa Rinpoché viendront fonder des écoles. Thích Nhất Hạnh, moine vietnamien dans la tradition thiền, réfugié politique en France, est à l'initiative de l'Église Bouddhique Unifiée (en), a écrit plus d'une centaine d'ouvrages, et sa notoriété est à présent mondiale. Le 14e dalaï-lama, du fait de sa médiatisation, est devenu dans l'esprit populaire occidental le représentant du bouddhisme en général, figure emblématique de la non-violence.
Durant les années 1970 et 1980, de nombreux temples et centres de méditation sont fondés aux États-Unis et en Europe. Lionel Obadia note : « à la fin des années 1990, un constat s'impose : celui de l'enracinement massif des traditions asiatiques en Occident. Plus encore que l'effervescence que suscitent la doctrine ou les idées du Bouddha, c'est ainsi l'établissement du bouddhisme sous une forme institutionnelle sur le sol occidental qui constitue sans doute un des faits les plus significatifs de ce processus historique ».
Comme l'écrit Frédéric Lenoir en 1999 : « Au cours de ces trente dernières années on est passé, dans la plupart des pays occidentaux, de l'intérêt intellectuel d'une élite à un véritable engouement et à une pratique de la méditation qui concerne des centaines de milliers d'individus. Il existe aujourd'hui plusieurs milliers de dôjôs zen et de grands centres ou monastères tibétains en Europe et aux États-Unis, sans compter les nombreux groupes de méditation rattachés à divers courants et écoles. […] Depuis le début des années 90, les émissions de télévision et les dossiers de presse consacrés à la « vague bouddhiste » se sont multipliés, et de nombreux ouvrages touchant au bouddhisme sont devenus des best sellers. » Par ailleurs, plusieurs films occidentaux ont eu pour thème principal le bouddhisme tibétain : Little Buddha de Bertolucci en 1993, Kundun de Scorsese et Sept ans au Tibet d'Annaud en 1997.

#### Bouddhisme d'Occident
Le bouddhisme en Occident est principalement connu du grand public sous ses formes théravada, zen et tibétaines, ce qui constitue un paysage très différent de celui que l'on connaît en Asie,. Quant aux diasporas bouddhistes, leurs pratiques restent peu connues du public, pour des raisons de barrières culturelles.
D'autre part, l'implantation du bouddhisme en Occident ne s'est toutefois pas faite sans adaptations, avec par exemple l'introduction d'exercices méditatifs « laïcisés ». À la suite d'historiens des religions comme Bernard Faure ou Donald S. Lopez Jr., l'anthropologue Marion Dapsance souligne qu'il existe des différences de pratique et de pensée entre le bouddhisme d'Orient et celui d'Occident : dans ce dernier, les rituels et les textes doctrinaux ou sacrés peuvent être laissés de côté ou simplifiés, au profit d'un accent mis sur la méditation, et cela au point que ce bouddhisme peut devenir une sorte de « spiritualité laïque », voire une technique de développement personnel pour accroître le bien-être et diminuer le stress. Bernard Faure distingue nettement cette forme de bouddhisme occidentalisée en laquelle il voit (avec d'autres chercheurs) un « néo-bouddhisme » : « Il se peut que l’attrait du bouddhisme aux yeux des Occidentaux soit plutôt un élan vers la spiritualité qu’un retour au religieux, et que cette spiritualité bouddhique offre une réponse crédible aux angoisses produites par le monde moderne. C’est ce bouddhisme idéalisé, purement « spirituel », que j’appelle « néobouddhisme » pour le distinguer des diverses formes de bouddhisme dont la tradition s’est maintenue, tant bien que mal, en Asie. »

## Particularités de l'implantation du bouddhisme selon les pays

### Dans les autres pays
- Bouddhisme en Australie
- Bouddhisme en Belgique
- Bouddhisme au Canada
- Bouddhisme aux États-Unis
- Bouddhisme au Luxembourg